# Kerncentrale Obrigheim
Kerncentrale Obrigheim (KWO) ligt in bij de stad Obrigheim in deelstaat Baden-Württemberg aan de river de Neckar.
De centrale heeft één drukwaterreactor (PWR). In 2005 is de reactor na zevenendertig dienstjaren stilgelegd en is de centrale definitief gesloten.
| Reactorblok     | Reactortype | Vermogen | Begin bouw | Inbedrijfname | Stillegging |
| --------------- | ----------- | -------- | ---------- | ------------- | ----------- |
| Obrigheim (KWO) | PWR         | 340 MW   | 1965       | 1969          | 2005        |

## Externe link

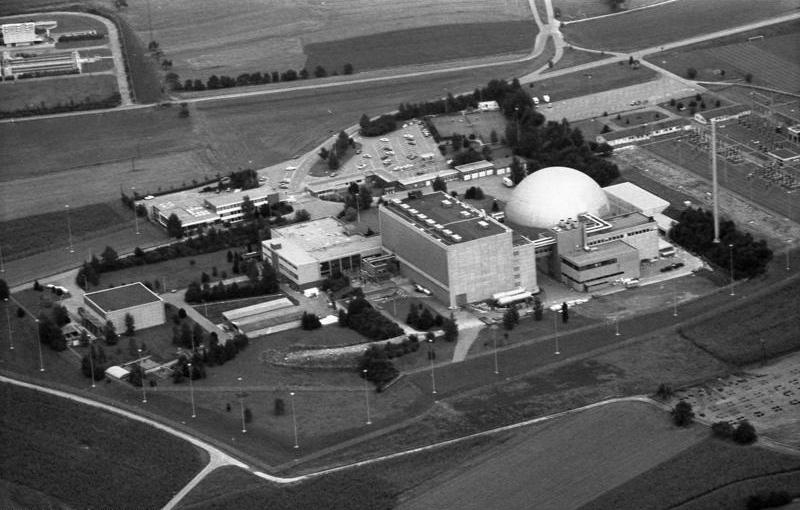
Kerncentrale Obrigheim op luchtfoto uit 1979